# Rushmere (Wirginia)
Rushmere – jednostka osadnicza w Stanach Zjednoczonych, w stanie Wirginia, w hrabstwie Isle of Wight.